# فرودگاه ملی نا انچیالوس
فرودگاه ملی نا انچیالوس (به انگلیسی: Nea Anchialos National Airport) (به زبان بومی: Κρατικός Αερολιμένας Νέας Αγχιάλου)) یک فرودگاه همگانی مسافربری با کد یاتا VOL است که یک باند فرود آسفالت دارد و طول باند آن ۲۷۵۹ متر است. این فرودگاه در شهر ولس کشور یونان قرار دارد و در ارتفاع ۲۵ متری از سطح دریا واقع شده‌است.

## شرکت‌های هواپیمایی و مقصدهای پروازی
| شرکت‌های هواپیمایی                    | مقصدهای پروازی                   |
| ------------------------------------ | -------------------------------- |
| آسترین ایرلاینز                      | فصلی: وین                        |
| کوندور فلوگدینست اجرا توسط ایربالتیک | فصلی: مونیخ                      |
| Small Planet Airlines                | چارتر فصلی: گاتویک،              |
| ترانساویا.کام                        | فصلی: اسخیپول آمستردام، سفلوونیا |
| TUI fly Belgium                      | فصلی: بروکسل                     |